# Snackmasters
Snackmasters is een Vlaams televisieprogramma dat sinds 15 september 2020 wordt uitgezonden op VTM. Het format is afkomstig uit het Verenigd Koninkrijk. In het najaar van 2021 startte het tweede seizoen en het derde startte in het najaar van 2023. De bedoeling is om snacks zoals de Bicky Burger of de Manonpraline zo goed mogelijk na te maken. De Belgische versie van Snackmasters wordt geproduceerd door productiehuis Geronimo.
In 2021 verscheen er op RTL, een Nederlandse versie van dit programma.

## Overzicht
| Seizoen | Afl. | Presentatie    | Presentatie      | Presentatie    | Winnaar           |
| ------- | ---- | -------------- | ---------------- | -------------- | ----------------- |
| 1       | 7    | Koen Wauters   | Ruth Beeckmans   | Sean D'hondt   | Piet Huysentruyt  |
| 2       | 7    | Koen Wauters   | Ruth Beeckmans   |                | Marcelo Ballardin |
| Kerst   | 3    | Koen Wauters   | Ruth Beeckmans   | Erik en Bieke  |                   |
| 3       | 7    | Mathieu Terryn | Bockie De Repper | Hendrik Buysse |                   |

## Presentatie
- Koen Wauters (2020-2021)
- Ruth Beeckmans (2020-2021)
- Sean D'hondt (2020) - als vervanging van Koen Wauters na een positieve Covidtest[1]
- Mathieu Terryn (2023)
- Bockie De Repper (2023)

## Seizoen 1
Het eerste seizoen werd gewonnen door Piet Huysentruyt, nadat hij als beste, de drie best gekende koekjes van Jules Destrooper kon namaken.
| Aflevering | Uitzenddatum      | Kandidaat 1         | Kandidaat 2         | Uitdaging                             | Winnaar             | Extra                                                                              |
| ---------- | ----------------- | ------------------- | ------------------- | ------------------------------------- | ------------------- | ---------------------------------------------------------------------------------- |
| 1          | 15 september 2020 | Loïc Van Impe       | Boxy’s              | Cornet d’Amour                        | Loïc Van Impe       |                                                                                    |
| 2          | 22 september 2020 | Piet Huysentruyt    | Anne-Sophie Breysem | Grills chips                          | Anne-Sophie Breysem |                                                                                    |
| 3          | 29 september 2020 | Marcelo Ballardin   | Roger Van Damme     | Giant                                 | Marcelo Ballardin   |                                                                                    |
| 4          | 6 oktober 2020    | Sofie Dumont        | Wout Bru            | Pringles-chips met Sour cream & Onion | Sofie Dumont        |                                                                                    |
| 5          | 13 oktober 2020   | Anne-Sophie Breysem | Loïc Van Impe       | Manonpraline                          | Anne-Sophie Breysem | Cook-off gepresenteerd door Sean Dhondt als vervanging voor Koen Wauters.          |
| 6          | 20 oktober 2020   | Piet Huysentruyt    | Marcelo Ballardin   | Napoleon                              | Piet Huysentruyt    | Piet als vervanging van Sofie Dumont. Sean Dhondt als vervanging van Koen Wauters. |
| 7          | 27 oktober 2020   | Piet Huysentruyt    | Anne-Sophie Breysem | Jules Destrooper                      | Piet Huysentruyt    | Finale                                                                             |

## Seizoen 2
Het tweede seizoen startte op 30 augustus 2021. De winnaar van het tweede seizoen was Marcelo Ballardin. Hij maakte een zo goed als perfecte replica van de Leo wafel. Bij zijn tegenstander Seppe Nobels was de creatie mislukt waardoor hij geen snack had om te presenteren. Dit was de eerste keer dat een chef-kok zijn snack niet kan presenteren.
| Aflevering | Uitzenddatum      | Kandidaat 1            | Kandidaat 2             | Uitdaging               | Winnaar            | Extra        |
| ---------- | ----------------- | ---------------------- | ----------------------- | ----------------------- | ------------------ | ------------ |
| 1          | 30 augustus 2021  | Pajtim Bajrami         | Marcelo Ballardin (2)   | Zeevruchten van Guylian | Marcelo Ballardin  |              |
| 2          | 6 september 2021  | Dominique Persoone (2) | Dagny Ros Asmundsdottir | Viandel van Mora        | Dominique Persoone |              |
| 3          | 13 september 2021 | Roger van Damme (2)    | Loïc Van Impe (2)       | Doritos chips           | Loïc Van Impe      |              |
| 4          | 20 september 2021 | Seppe Nobels           | Sofie Dumont (2)        | Bicky Burger            | Seppe Nobels       |              |
| 5          | 27 september 2021 | Loïc Van Impe          | Marcelo Ballardin       | Lotus Frangipane        | Marcelo Ballardin  | Halve finale |
| 6          | 4 oktober 2021    | Dominique Persoone     | Seppe Nobels            | Duyvis Crackanut        | Seppe Nobels       | Halve finale |
| 7          | 11 oktober 2021   | Seppe Nobels           | Marcelo Ballardin       | Leo Milka               | Marcelo Ballardin  | Finale       |

## Snackmasters Kerst
Op donderdag 16 december 2021 werd er een speciale kerstaflevering van Snackmasters uitgezonden waarin twee bekende Vlamingen het in duo tegen elkaar opnamen.
| Aflevering | Uitzenddatum     | Duo 1           | Duo 1                 | Duo 2         | Duo 2         | Uitdaging                | Winnaar       | Extra  |
| ---------- | ---------------- | --------------- | --------------------- | ------------- | ------------- | ------------------------ | ------------- | ------ |
| 1          | 16 december 2021 | Sieg De Doncker | Maureen Vanherberghen | Sergio        | Sam Gooris    | Zalmhapje van Mora       | Sam en Sergio |        |
| 2          | 23 december 2021 | Kamal Kharmach  | William Boeva         | Bieke Ilegems | Erik Goossens | Dennenappelkroketten     | Erik en Bieke |        |
| 3          | 30 december 2021 | Sergio          | Sam Gooris            | Bieke Ilegems | Erik Goossens | Kerstbûche van IJsboerke | Erik en Bieke | Finale |

## Seizoen 3
Het derde seizoen werd in het najaar van 2023 uitgezonden met nieuwe presentators Mathieu Terryn en Bockie De Repper. De winnaar van dit seizoen was Hendrik Buysse, nadat hij het beste een Pim's koek kon namaken.
| Aflevering | Uitzenddatum     | Kijkcijfers | Kandidaat 1         | Kandidaat 2    | Uitdaging            | Winnaar        | Extra        |
| ---------- | ---------------- | ----------- | ------------------- | -------------- | -------------------- | -------------- | ------------ |
| 1          | 1 november 2023  | 262.690     | Loïc Van Impe (3)   | Stijn Rotthier | Zwan                 | Loïc Van Impe  |              |
| 2          | 8 november 2023  | 295.799     | Roger van Damme (3) | Timothy Thynes | Lucifer              | Timothy Thynes |              |
| 3          | 22 november 2023 | 268.405     | Wout Bru (2)        | Jelle Beeckman | Frisco               | Jelle Beeckman |              |
| 4          | 29 november 2023 | 246.246     | Julius Persoone     | Hendrik Buysse | Big Mac              | Hendrik Buysse |              |
| 5          | 6 december 2023  | 245.129     | Jelle Beeckman      | Timothy Tynes  | Dinosaurus koek      | Timothy Tynes  | Halve finale |
| 6          | 13 december 2023 | 204.281     | Loïc Van Impe       | Hendrik Buysse | Pizza van Dr. Oetker | Hendrik Buysse | Halve finale |
| 7          | 20 december 2023 | 265.325     | Timothy Tynes       | Hendrik Buysse | Pim's koek           | Hendrik Buysse | Finale       |

(2) kandidaat neemt voor de 2de maal deel aan het programma
(3) kandidaat neemt voor de 3de maal deel aan het programma